# 斯帕思峰
斯帕思峰（英語：Spath Crest），是南極洲的山峰，位於科茨地，處於里德山脈的迪圖瓦冰原島峰西北端，屬於沙克爾頓山脈的一部分，海拔高度約1,450米，現時由南極條約體系管理。